# Trachypetidae
Trachypetidae (лат.) — семейство перепончатокрылых насекомых надсемейства Ichneumonoidea (до 2020 года рассматривалось в качестве подсемейства из семейства браконид). 3 рода.

## Распространение
Эндемики континентальной части Австралии.

## Описание
Крупные наездники-бракониды (около 2 см, от 15 до 25 мм), оранжево-коричневого и чёрного цвета. Отличаются уникальными сенсорными и железистыми структурами в основании мандибул. Голова сверху с обширными висками; затылочный киль развит или отсутствует. Мандибулы большие, с одним или двумя зубцами, внешняя базальная поверхность с большой пластинчатой сенсиллой, иногда углубленной в ямку. В антенне не менее 70 жгутиков. Пронопе отсутствует. Мезоскутум с выступающими нотаулами, образующими отчетливые медиальные и боковые доли. Трансскутальное сочленение хорошо развито; имеется постскутеллярный выступ или углубление. Проподеум с килевидной скульптурой; проподеальное дыхальце эллиптическое, от умеренно большого до очень большого. Полость заднего тазика закрыта. Голенная шпора задней ноги с голой срединной частью. Переднее крыло с 1-SR (и/или передним концом 1 M), изгибающимся в C+SC+R у основания стигмы и утолщенное вместе с R, образуя отчетливую удлиненную парастигму. Яйцеклад короткий и обычно скрыт, valvilli (сочлененные хитиновые створки на яйцекладе) отсутствуют. Встречаются, главным образом в аридных регионах Австралии. Биология неизвестна.

## Систематика
3 рода. 8 видов. Ранее рассматривались в качестве подсемейства Trachypetinae в составе Braconidae.
- Cercobarcon Tobias, 1979[2]
  - Cercobarcon bilobatus Austin, Wharton & Dangerfield, 1993
  - Cercobarcon grossi Austin, Wharton & Dangerfield, 1993
  - Cercobarcon lasallei Austin, 2020[3]
  - Cercobarcon niger Austin, Wharton & Dangerfield, 1993
  - Cercobarcon rieki Tobias, 1979
- Megalohelcon Turner, 1918
  - Megalohelcon ichneumonoides  Tobias, 1979
  - Megalohelcon mouldsi Austin, Wharton & Dangerfield, 1993
  - Megalohelcon torresensis  Turner, 1918
- Trachypetus Guérin de Méneville, 1831
  - Trachypetus clavatus  Guérin-Ménéville, 1831